# Obira (miasto)
Obira (jap. 小平町 Obira-chō) – miasto w Japonii, w prefekturze Hokkaido, w podprefekturze Rumoi. Według danych na rok 2020 miejscowość zamieszkiwało 2 994 mieszkańców , a gęstość zaludnienia wyniosła 4,8 os./km².